# Snailwell
Snailwell är en ort och civil parish i Storbritannien.   Den ligger i distriktet East Cambridgeshire, grevskapet Cambridgeshire och riksdelen England, i den sydöstra delen av landet, 90 km norr om huvudstaden London. Snailwell ligger 29 meter över havet och antalet invånare är 224.
Terrängen runt Snailwell är platt. Runt Snailwell är det ganska tätbefolkat, med 124 invånare per kvadratkilometer. Närmaste större samhälle är Newmarket, 4,0 km söder om Snailwell. Trakten runt Snailwell består till största delen av jordbruksmark.